# 古塔-多布林
50°42′36″N 28°45′5″E / 50.71000°N 28.75139°E
古塔-多布林（烏克蘭語：Гута-Добринь），是烏克蘭北部的村莊，隸屬日托米爾州的日托米爾區。該村面積7.43平方公里，2001年人口96，人口密度每平方公里12.92人。